# Jaithara
Jaithara es un pueblo y municipio situado en el  distrito de Etah en el estado de Uttar Pradesh (India). Su población es de 10897 habitantes (2011). 

## Demografía
Según el  censo de 2011 la población de Jaithara era de 10897 habitantes, de los cuales el 54% eran hombres y 46% eran mujeres. Jaithara tiene una tasa media de alfabetización del 71%, superior a la media nacional del 59,5%: la alfabetización masculina es del 75%, y la alfabetización femenina del 67%.